# جزيرة تيغا الوسطى
جزيرة تيغا الوسطى وهي جزيرة من جزر إندونيسيا، وتقع مقاطعة كوتاي كارتانيغارا في إقليم كالمنتان الشرقية في إندونيسيا.